# ВИМ «Каменка»

ВИМ «Каменка» — бывший посёлок Подольского района Московской области (сельское поселение Роговское). Упразднён, включён в состав деревни Каменка.

## История
См. также: Каменка (деревня, поселение Роговское)
Название происходит от реки Каменки, малого правого притока реки Чернички. Название реки, в свою очередь, связано со скоплением валунов в русле: речка стекает с возвышенной гряды и на быстринах сохраняются только самые крупные камни — валуны и гальки.
В 1951 году в посёлке было открыто опытное хозяйство ВИМ.
В 1961 году в деревне на базе кружевных артелей, ранее располагавшихся в деревне Васюнино, открылась Васюнинская фабрика художественных строчевышитых изделий.
В деревне располагались контора совхоза ВИМ «Каменка», почтовое отделение и восьмилетняя каменская школа.
С 1994 года, как и деревня Каменка, посёлок входил в состав Подольского района Московской области Российской Федерации: сначала — Роговского сельского округа, с 2004 года — сельского поселения Роговское.
В 2006 году посёлок ВИМ «Каменка» включён в состав деревни Каменка, вошедшей в состав Москвы в 2012 году.

## Население
Согласно Всероссийской переписи, в 2002 году в посёлке ВИМ «Каменка» проживало 45 человек (21 мужчина и 24 женщины), по данным на 2006 год — 64 человека.